# Laîche des bois
Carex sylvatica
Espèce
Classification phylogénétique
La Laîche des bois (Carex sylvatica) est une espèce de plante de la famille des Cyperaceae.

## Description

### Caractéristiques
- Organes reproducteurs
  - Couleur dominante des fleurs : vert
  - Période de floraison : juin-août
  - Inflorescence : racème d'épis
  - Sexualité : monoïque
  - Ordre de maturation : protandre
  - Pollinisation : anémogame
- Graine
  - Fruit : akène
  - Dissémination : épizoochore
- Habitat et répartition
  - Habitat type : sous-bois herbacés médioeuropéens, planitiaires à montagnards
  - Aire de répartition : holarctique

données d'après : Julve, Ph., 1998 ff. - Baseflor. Index botanique, écologique et chorologique de la flore de France. Version : 23 avril 2004.

## Liens externes

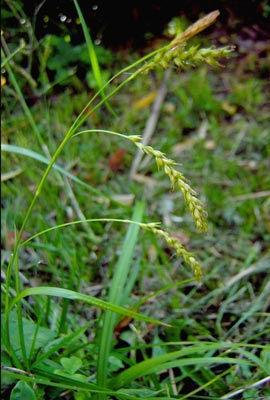
Inflorescence (épis mâles et femelles)